# Шимково
Шимково (пол. Szymkowo, нім. Schenkendorf) — село в Польщі, у гміні Бродниця Бродницького повіту Куявсько-Поморського воєводства.
Населення — 160 осіб (2011).
У 1975-1998 роках село належало до Торунського воєводства.

## Демографія
Демографічна структура станом на 31 березня 2011 року:
|          | Загалом | Допрацездатний вік | Працездатний вік | Постпрацездатний вік |
| -------- | ------- | ------------------ | ---------------- | -------------------- |
| Чоловіки | 85      | 22                 | 59               | 4                    |
| Жінки    | 75      | 20                 | 43               | 12                   |
| Разом    | 160     | 42                 | 102              | 16                   |